# Thomas Shimada
Thomas Shigetarō Shimada (japanisch トーマス 嶋田 Tōmasu Shimada; * 10. Februar 1975 in Philadelphia) ist ein ehemaliger japanischer Tennisspieler.

## Leben
Shimada wurde in den Vereinigten Staaten geboren und begann 1993 seine Profikarriere. Schon früh spezialisierte er sich auf das Doppel und gewann auf der zweitklassigen Challenger Tour in seiner Karriere insgesamt sieben Doppeltitel. Auch auf der ATP Tour gelangen ihm drei Turniersiege sowie drei weitere Finaleinzüge. Seine höchste Notierung auf der Doppel-Weltrangliste war Position 40 im Jahr 2004.
In der Doppelkonkurrenz war sein bestes Ergebnis bei einem Grand-Slam-Turnier stets die zweite Runde, die er bei sämtliche Grand Slams erreichen konnte.
Shimada spielte zwischen 1994 und 2003 bei insgesamt 16 Begegnungen für die japanische Davis-Cup-Mannschaft. Dabei kam er stets im Doppel zum Einsatz, wobei seine Partner variierten. Sieben Siegen stehen neun Niederlagen gegenüber.
Bei den Olympischen Sommerspielen 2000 in Sydney trat Shimada zusammen mit Satoshi Iwabuchi in der Doppelkonkurrenz an. Die beiden unterlagen bereits in der Auftaktrunde den Slowaken Dominik Hrbatý und Karol Kučera mit 4:6, 3:6.

## Erfolge
| Legende                           |
| Grand Slam                        |
| Tennis Masters Cup                |
| ATP Masters Series                |
| ATP International Series Gold (1) |
| ATP International Series (2)      |

| Titel nach Belag |
| Hartplatz (2)    |
| Sand (1)         |
| Rasen (0)        |
| Teppich (0)      |

### Doppel

#### Turniersiege
| Nr. | Datum              | Turnier         | Belag     | Partner       | Finalgegner                         | Ergebnis      |
| --- | ------------------ | --------------- | --------- | ------------- | ----------------------------------- | ------------- |
| 1.  | 24. September 2001 | Shanghai        | Hartplatz | Byron Black   | John-Laffnie de Jager Robbie Koenig | 6:2, 3:6, 7:5 |
| 2.  | 22. Juli 2002      | Kitzbühel       | Sand      | Robbie Koenig | Lucas Arnold Ker Àlex Corretja      | 7:63, 6:4     |
| 3.  | 8. September 2003  | Costa do Sauípe | Hartplatz | Todd Perry    | Scott Humphries Mark Merklein       | 6:2, 6:4      |

#### Finalteilnahmen
| Nr. | Datum             | Turnier        | Belag     | Partner         | Finalgegner                      | Ergebnis  |
| --- | ----------------- | -------------- | --------- | --------------- | -------------------------------- | --------- |
| 1.  | 12. November 2000 | St. Petersburg | Hartplatz | Myles Wakefield | Daniel Nestor Kevin Ullyett      | 6:75, 5:7 |
| 2.  | 11. März 2001     | Delray Beach   | Hartplatz | Myles Wakefield | Jan-Michael Gambill Andy Roddick | 3:6, 4:6  |
| 3.  | 27. Juli 2003     | Umag           | Sand      | Todd Perry      | Álex López Morón Rafael Nadal    | 1:6, 3:6  |